# 1233년

## 연호
- 남송(南宋) 소정(紹定) 6년
- 금(金) 천흥(天興) 2년
- 일본(日本) 조에이(貞永) 2년 / 덴푸쿠(天福) 원년
- 쩐 왕조(陳朝) 티엔응찐빈(天應政平) 2년

## 기년
- 남송(南宋) 이종(理宗) 9년
- 금(金) 애종(哀宗) 10년
- 고려(高麗) 고종(高宗) 20년
- 몽골 오고타이 칸 5년
- 쩐 왕조(陳朝) 태종(太宗) 9년